# ISS 엔터프라이즈 (NCC-1701)
ISS 엔터프라이즈(영어: Imperial Starfleet Starship Enterprise, NCC-1701 또는 ICC-1701)는 2267년 기준 활동중인 컨스티튜션급 함선으로 거울 우주에서 활동 중이다.

## 스타 트렉: TOS
스타 트렉: TOS 시리즈의 시즌 2 에피소드 10의 'Mirror, Mirror'(거울, 거울)의 주 함선이다.

### 장교
아래는 2267년 기준 ISS 엔터프라이즈의 장교이다.
1. 함장
  1. 제1대 함장 : 칼 프란츠 (2245 ~ 2251)
  2. 제2대 함장 : 크리스토퍼 파이크 (2251 ~ 2265)
  3. 제3대 함장 : 제임스 커크 (2265 ~ 2267)
  4. 제4대 함장 : 스팍 (2267 ~ 2277)
2. 부함장 : 스팍
3. 2등급 부함장 : 히카루 술루
4. 기관실장 : 몽고메리 '스코티' 스콧
5. 의학 장교 : 닥터 레오나르드 '본즈' 맥코이
6. 조타수 : 히카루 술루
7. 교신 장교 : 니요타 우후라
8. 항해사 : 파벨 체콥 (제임스 커크를 암살하려 하나 실패, 고통 부스(agony booth)에서 수 시간 동안 고통을 겪는다.)
9. 보안 장교 : 히카루 술루
10. 전술 장교 : 히카루 술루
11. 과학 장교 : 스팍

시즌 2 에피소드 10 "Mirror, Mirror" 에피소드에서 기본 우주의 커크 함장은,
| “ | Watch your step. The officers is move up by assassination. Chekov tried on me. (행동을 조심해. 장교들은 암살을 통해 승진해. 체콥이 나를 노렸어.) | ” |
|   | — 기본 우주에서 온 커크 함장 |   |

이라 말하였다. 또한, 커크 함장의 이 우주에서의 공식 기록도 파이크 함장의 암살을 통해 지휘권을 장악했다고 언급된 것으로 보아, 그의 말이 농담이 아님을 알 수 있다. 또한, 스카티는,
| “ | Mr. Sulu is security chief, like the ancient gestapo. (Mr. 술루가 보안실장 같은데 고대 게쉬타포 같아요.) | ” |
|   | — 기본 우주에서 온 몽고메리 '스코티' 스콧                                                                |   |

라고 말하였으며,
기본 우주의 커크 함장의 일명 "친절하고 가족 같은 주치의" 맥코이는,
| “ | My sick bay is a chamber of horrors, too. My assistants are betting date on a patient, how much days to pass after the pain. (내 의료실도 공포의 방이나 마찬가지야. 보조원들은 환자에 대해 기간을 배팅하고 있어. 얼마나 고통을 겪은 뒤 사망하게 될까에 대해 말이야.) | ” |
|   | — 기본 우주에서 온 닥터 레오나르드 '본즈' 맥코이 |   |

로 비유하였다. 이것으로 보았을 때, 그들이 있는 우주선에서의 인간의 상태가 어느 정도였는지 짐작할 수 있다. 이유는 그들이 다시 돌아가기 전에, 그들은 "거울 우주", 즉 지구 제국의 함선에 있었기 때문이다.